# 永松ケンシのHEART ROCK FRIDAY
永松ケンシのHEART ROCK FRIDAYは、広島FMのワイド番組。6年間に渡って放送された-WEEKLY PARTY- 週末オトナ計画を引き継ぎ、2006年4月7日-2008年3月28日まで放送されていた番組。HEART ROCKな曲を交えながら、広島の週末情報やレポーターによるレポートなどを放送する。HEART ROCKだが、ロックに拘らずリクエストすることができる。この番組のディレクター・選曲はパーソナリティの永松ケンシが担当している。

## 放送時間
毎週金曜日 11:30-15:45（2007年4月～）
2006年4月～7月、9月  12:00-15:35
2006年8月            12:00-14:55
2006年10月～2007年3月 12:00-15:45

## 出演者

### パーソナリティ
永松ケンシ

### ワンヴィレポーター
桧垣直子
2006年10月からは毎回レポート以外に、スタジオに登場して、ワンヴィレポートの予告とおさらいをしているが、それ以外の話で盛り上がることが多く、永松からもいじられている（週末オトナ計画時代も、「感じの悪いレポーター」といじられていた）。

## コーナー

### 現在
- 広島ウィークエンダー（13:05、14:03）

広島での1週間の出来事を振り返り、それに関するメッセージテーマを設ける。そのメッセージは14:03頃に紹介する。
- ヘッドラインニュース（13:00、15:00）

HFMのニュース担当者が伝えている。主にアンデルセンサウンドブレックファーストを担当している岡田美絵が伝えることが多い。余談だが、BGMはかつてのワイド番組MORNING UP!（藤井かなえ担当のとき）のニュースと同じBGMである。
- ワンヴィレポート（13:20）

桧垣直子がHFMコミュニケーションカー『ワンヴィ』で、県内各地のレポートをする。15時台にも登場することもある。2006年10月から13時台に変更。
- コメントゲスト（HEART ROCK RECOMENDER IS 13:45）

番組開始当初は12時台と13時台にしていたが、13時台、14時台に流れることが多くなった。当初は毎回2組のアーティストが登場していたが、最近は1組が多い。このコーナーのパターンは決まっていて、HEART ROCK RECOMENDER isのあとにアーティストが『HEART ROCK FRIDAYをお聴きの皆さん、こんにちは○○です。私のHEART ROCKな曲はコレです』と言って、曲をしばらく流してから紹介する。その後、コメントゲスト自身の話に入る。
- 週間チャンプ（11:40）

ひとつのテーマについて、当てはまるものを2つの選択肢から選ぶ。リスナー参加型コーナー。過去のアリナシジャッジメントやキャッチコピーダービーとさほど変わりない。結果発表は12:55頃。

### 過去
- HEART ROCK CAFE

永松ケンシがセレクトした曲を3曲程度続けて流す。最近は放送しないことが多かった。
- キャッチコピーダービー（12:10、13:20）

広島で行われるイベントのキャッチコピーを2つ聞いて、どれがいいかを投票する。受付終了は13:00．、結果発表は13:20．かつては、キャッチコピーが3つで、受付終了時間が15:00、結果発表が15:10だった。投票者の中から1名にQUOカードが当たる。
- アリナシ・ジャッジメント（12:15）

ある一つのテーマについて、アリなのか、ナシなのかをジャッジして、投票する。（例）コスプレはアリ？or ナシ？抽選で1名にQUOカードがあたる。13時台と14時台に中間発表がある。
- テレマートラジオショッピング（12:30,14:40）
- ヘッドラインニュース（13:00、15:00）
- ケンシにQuestion!（13:15）

リスナーからの質問に永松ケンシが答えていく。まごころ込めてお答えします。がお決まりのフレーズである。
- HEART ROCK 相談室（14:45）

## タイムテーブル
- 11:40 　週間チャンプ
- 11:45 　はぴねすくらぶラジオショッピング＜提供:メディア・プライス＞
- 11:55 　ニュース＋天気予報
- 12:10 　週間チャンプ2
- 12:55 　週間チャンプ結果発表
- 13:00 　ヘッドラインニュース
- 13:05 　広島ウィークエンダー①
- 13:20 　ワンヴィレポート
- 13:30 　交通情報
- 13:45 　HEART ROCK RECOMMENDER
- 14:03 　広島ウィークエンダー②＜提供：そんぽ24損害保険＞
- 14:30 　交通情報＜提供：大野石油店・ウッドワン＞
- 14:45 　HEART ROCKレコメンドFromリスナーズ
- 14:55 　Eternity
- 15:00 　ヘッドラインニュース
- 15:10 　HEART ROCKレコメンドWEEKEND
- 15:25 　HEART ROCKレコメンドHFM